# Pogobie Średnie
Pogobie Średnie – wieś w Polsce, położona w województwie warmińsko-mazurskim, w powiecie piskim, w gminie Pisz. W latach 1975–1998 miejscowość administracyjnie należała do województwa suwalskiego.
Wieś położona jest na północnym krańcu jeziora Pogubie Małe, ok. 1,5 km dalej znajduje się Jezioro Pogubie Wielkie, które od 1971 jest rezerwatem ornitologicznym, chroniącym rzadkie gatunki ptactwa wodnego i błotnego.
Ziemie te znajdowały się we władaniu zakonu krzyżackiego, a następnie Prus Książęcych. Wieś powstała w 1708 jako jedna z osad tworzonych w ramach tzw. osadnictwa szkatułowego. W XIX w. postępowała szybka germanizacja tych terenów, m.in. z powodu emigracji ekonomicznej do niemieckich centrów przemysłowych. Plebiscyt na Warmii i Mazurach rozstrzygnął o przynależności tych terenów do Niemiec. W latach 1944–1945 większość ludności została ewakuowana w obliczu zbliżającego się frontu. Porzucone mienie zasiedlały po wojnie głównie osoby z pobliskiego Kolna oraz z Szypliszek, w mniejszym stopniu przesiedleńcy zza wschodniej granicy.
Pamiątką po dawnych mieszkańcach jest cmentarz ewangelicki na skraju wsi wpisany 11 stycznia 1989 do rejestru zabytków pod nr 623.

## Galeria

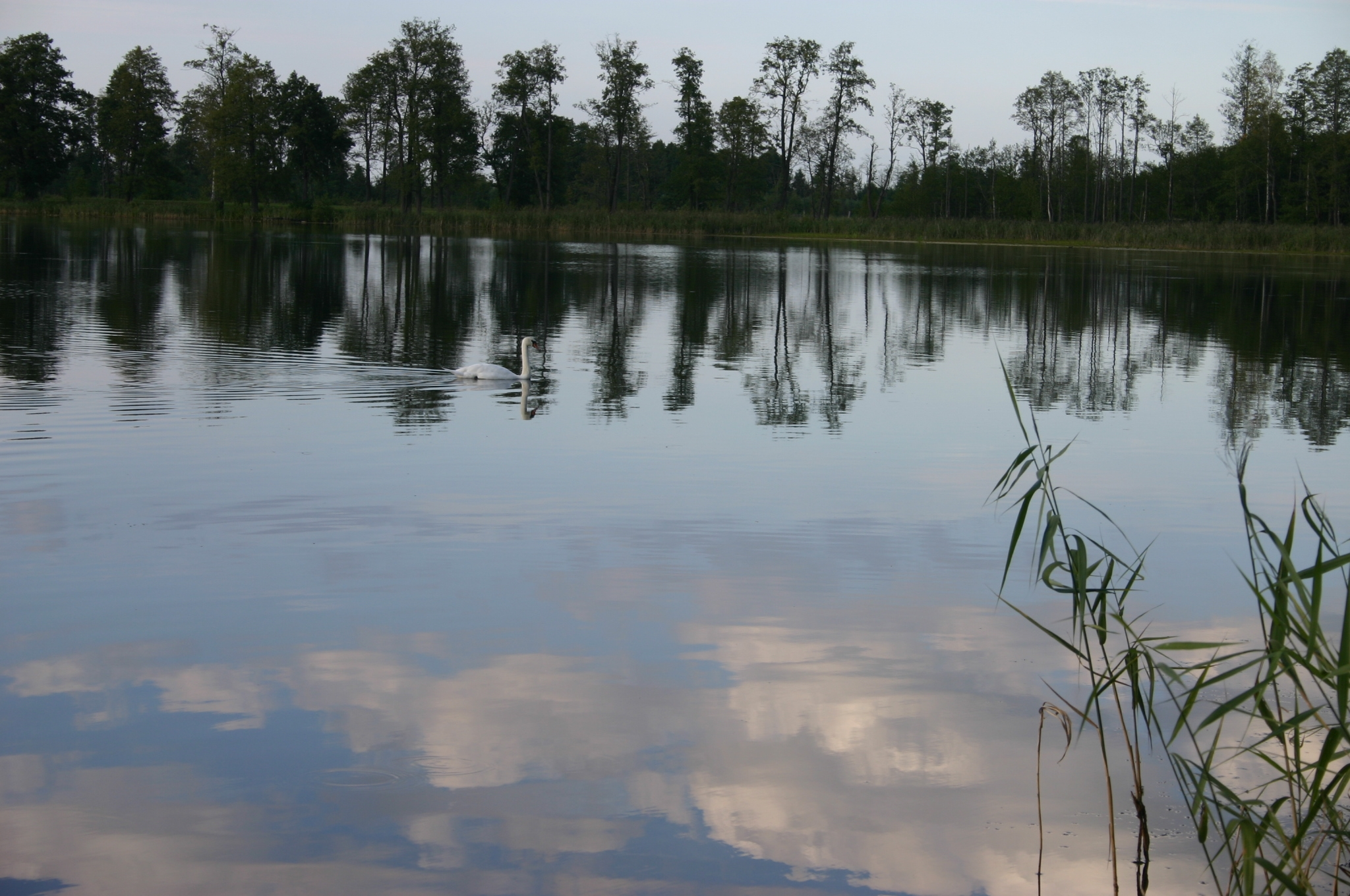
Północny kraniec jeziora Pogubie Małe w pobliżu wsi Pogobie Średnie
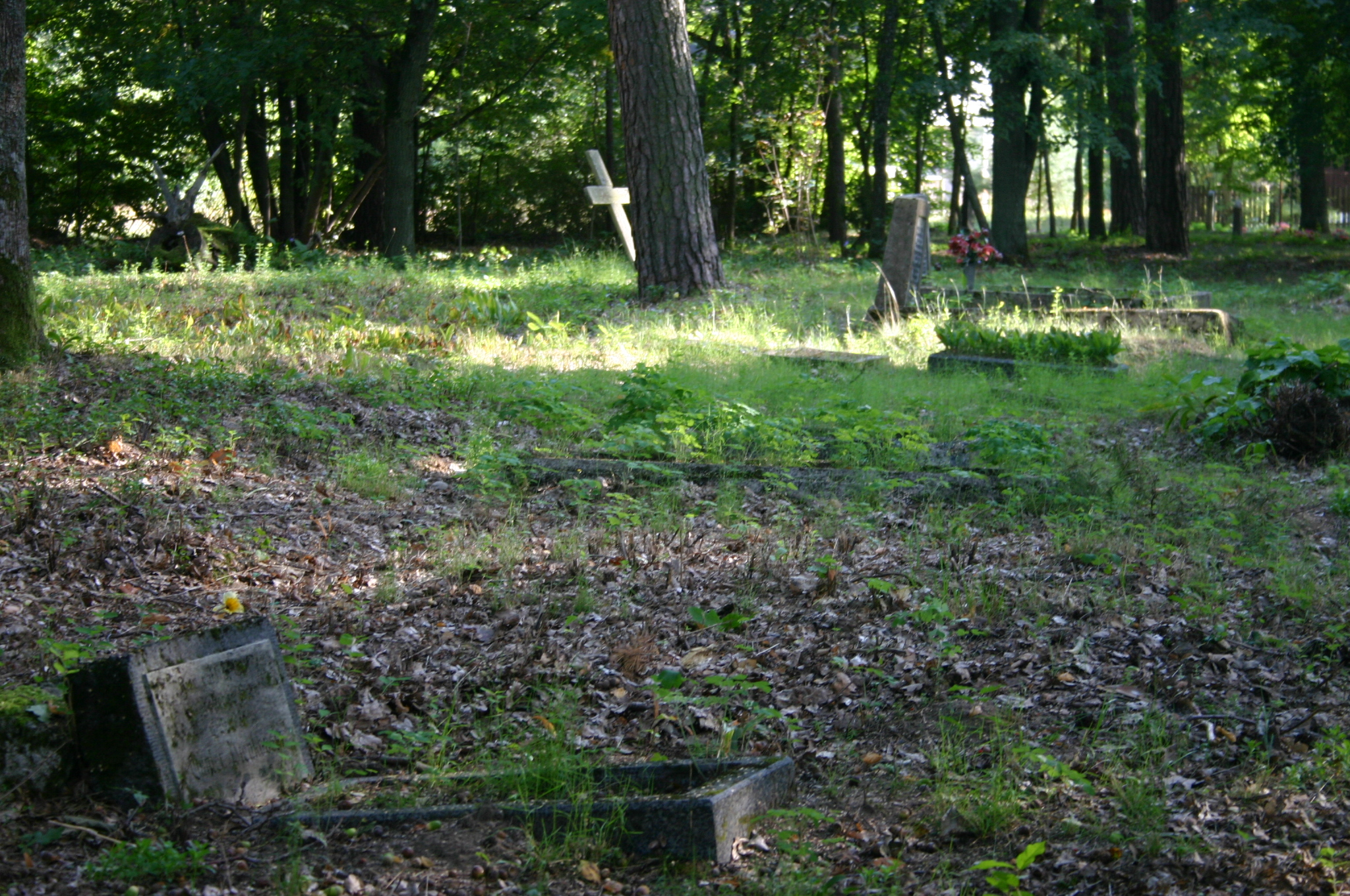
Zabytkowy cmentarz ewangelicki
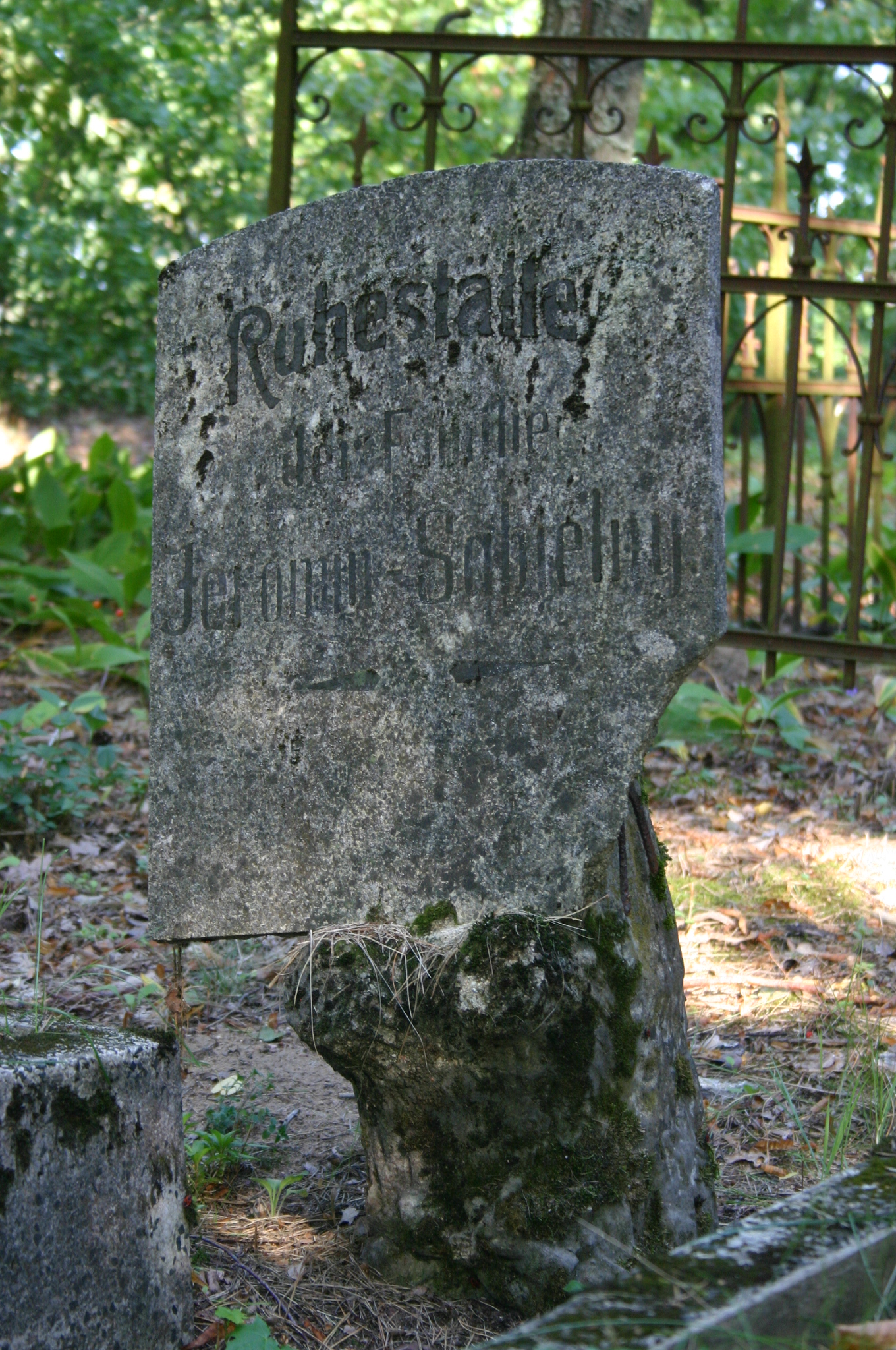
Jeden z nagrobków na cmentarzu ewangelickim